# Patrick Nuo
 (mai 2018).
Si vous disposez d'ouvrages ou d'articles de référence ou si vous connaissez des sites web de qualité traitant du thème abordé ici, merci de compléter l'article en donnant les références utiles à sa vérifiabilité et en les liant à la section « Notes et références ».
Patrick Nuo, né le 31 août 1982 à Lucerne, est un chanteur, auteur-compositeur-interprète, acteur et mannequin suisse.

## Biographie
Nuo est né et a grandi à Lucerne, en Suisse, où il a vécu jusqu'à l'âge de 17 ans. Sa mère est suisse et son père est d'origine albanaise du Kosovo. À l'âge de quatorze ans, il abandonne tout espoir de devenir un pro du tennis populaire et décide de se consacrer à une carrière musicale. Après quelques pas trompeurs à la maison, il a réussi à déménager à Hambourg, en Allemagne, où il a été engagé comme choriste pour plusieurs productions de disques. Entre-temps, il a également servi de modèle pour des projets caritatifs. Sa dernière résidence depuis de nombreuses années est à Los Angeles, en Californie.

## Carrière
En 2002, Patrick rencontre le producteur et compositeur David Jost, qui l'aide à signer un contrat avec Warner Music. Dans les mois qui suivent, le duo crée ensemble un album entier, qui sort finalement sous le nom de Welcome en septembre 2003. Top 20 en Suisse et en Allemagne, il a donné naissance à trois singles, dont le premier single "5 Days" et le suivant "Reanimate", qui s'est classé au 18ème rang du classement suisse des singles. La même année, Nuo rejoint Zeichen der Zeit, un projet de musique chrétienne dont le premier single "Du bist nicht allein" devient un succès parmi les dix premiers en Allemagne. Un second extrait de la compilation éponyme "Ein weiterer Morgen" entre l'année suivante dans le top quarante du hit-parade allemand. Toujours en 2004, une réédition de Welcome a été publiée. Il a produit le single "Undone", qui a servi de chanson thème au film comique américain Scooby-Doo 2 : Les monstres se déchaînent.
En mai 2005, sort le deuxième album de Nuo, Superglue. Bien qu'il n'ait pas autant de succès commercial que Welcome en Allemagne, il est finalement devenu son plus grand succès jusqu'à présent, atteignant la quatrième place du classement des albums suisses. Deux singles sont sortis de Superglue : "Girl in the Moon" et "Beautiful", ce dernier devenant son premier et unique tube dans le top 10 à ce jour. La chanson a culminé à la neuvième et à la septième place en Suisse et en Autriche respectivement. En 2006, Nuo s'est joint à Zeichen der Zeit pour produire leur deuxième album Generation David, et a participé à un autre projet d'aide à but non lucratif lorsqu'il a chanté la reprise de Fury in the Slaughterhouse, single caritatif "Won't Forget These Days", sorti lors de la Coupe du monde 2006.
En 2007, après un changement de label chez Ariola Records, Nuo sort son troisième album, Nuo. En septembre 2009, le single "Come On Now" sort sur le label Flash Records.
En 2011, Nuo membre du jury de l'émission musicale Deutschland sucht den Superstar aux côtés du musicien allemand Dieter Bohlen et de la chanteuse germano-brésilienne Fernanda Brandão. En 2013, il était l'une des onze célébrités qui ont rejoint la septième saison de Ich bin ein Star - Holt mich hier raus ! basée sur le programme britannique I'm a Celebrity...Get Me Out of Here ! Il a terminé cinquième.

## Discographie

### Albums studios
- 2003 : Welcome
- 2005 : Superglue
- 2007 : Nuo

## Animation
- 2011 : Deutschland sucht den SuperStar (8e saison) : Juge